# Стрмо Ребро
Стрмо Ребро (словен. Strmo Rebro) — поселення в общині Кршко, Споднєпосавський регіон, Словенія. Висота над рівнем моря: 400,2 м.